# Andrespol (gemeente)
De gemeente Andrespol is een landgemeente in het Poolse woiwodschap Łódź, in powiat Łódzki wschodni. De zetel van de gemeente is in Andrespol. Op 30 juni 2004 telde de gemeente 11 477 inwoners.

## Oppervlakte gegevens
In 2002 bedroeg de totale oppervlakte van gemeente Andrespol 23,77 km², waarvan:
- agrarisch gebied: 38%
- bossen: 25%

De gemeente beslaat 4,76% van de totale oppervlakte van de powiat.

## Demografie
Stand op 30 juni 2004:
| Omschrijving                   | Totaal | Totaal | Vrouwen | Vrouwen | Mannen | Mannen |
| ------------------------------ | ------ | ------ | ------- | ------- | ------ | ------ |
| eenheid                        | aantal | %      | aantal  | %       | aantal | %      |
| inwoners                       | 11 477 | 100    | 5991    | 52,2    | 5486   | 47,8   |
| bevolkingsdichtheid (inw./km²) | 482,8  | 482,8  | 252     | 252     | 230,8  | 230,8  |

In 2002 bedroeg het gemiddelde inkomen per inwoner 1161,59 zł

## Administratieve plaatsen (sołectwo)
Andrespol, Bedoń Przykościelny, Bedoń-Wieś, Janówka, Justynów, Kraszew, Nowy Bedoń, Stróża, Wiśniowa Góra.

## Aangrenzende gemeenten
Brójce, Brzeziny, Koluszki, m. Łódź, Nowosolna,